# Алави-Кия, Хасан
Хасан Алави-Кия (перс. حسن علوی‌کیا‎ — 'Hassan Alavikia') (1 декабря 1912 – 20 апреля 2013) – был генералом иранской армии в период правления династии Пехлеви. Вместе с Теймуром Бахтияром и Хасаном Пакраваном он был соучредителем САВАК 

## Образование
Хасан Алави-Кия родился в 1912 году в Хамадане. Он был старшим сыном богатого землевладельца Абу Тораба Алави-Кия. Хасан получил начальное и среднее образование в лицее Сен-Луи в Исфахане и Тегеране. В 1932 году он поступил в Тегеранское военное училище, где через два года получил лицензию в звании младшего лейтенанта. Затем он продолжил учебу в Тегеранском университете, где получил диплом юриста[3]. Он свободно говорил на четырех языках: персидском, французском, английском и немецком.

## Семья
6 декабря 1956 года генерал Алави-Кия женился на Джиле Пуррастегар, дочери Хоссейна Пуррастегара, полковника Персидской казачьей бригады, которой командовал Реза Шах. У них родилось три дочери: Танназ, Гольназ и Фарназ.

## Карьера в САВАК
Хасан Алави-Кия служил в иранской армии в качестве заместителя директора разведывательного управления армии (1949–1951) . В 1956 году Алави-Кия покинул Второй дивизион и стал первым заместителем директора САВАК (1956–1962)     
В 1962 году Алави-Кия был назначен шахом главой Европейского операционного отдела САВАК (1962–1967), штаб-квартира которого в то время находилась в Кельне (Германия). Алави-Кия официально выполнял функции посланника в посольстве Ирана в ФРГ. В задачи отделения САВАК в ФРГ входил контроль за политической деятельностью иранских студентов как в Федеративной Республике, так и в ГДР.
Алави-Кия ушел из армии в 1967 году и продолжил свою профессиональную карьеру, основав несколько успешных предприятий как в сельском хозяйстве, так и в сфере недвижимости.

## Последние годы жизни
В преддверии революции генерал Пакраван посоветовал некоторым высокопоставленным офицерам САВАК, в том числе Алави-Кия, как можно скорее покинуть Иран со своими семьями, хотя сам он остался в Иране и после свержения монархии был вскоре казнен.
В январе 1979 года Алави-Кия и его жена покинули Иран, чтобы навестить своих дочерей в Париже, где они учились, однако из-за беспорядков и начала исламской революции они не смогли уже вернуться в Иран. Остаток своей жизни Алави-Кия провел в изгнании во Франции, Швейцарии и Калифорнии, где проживали его трое дочерей и их семьи.
Алави-Кия умер 20 апреля 2013 года в Ла-Холья, Калифорния, в окружении своей жены, трех дочерей и пяти внуков.